# Hymenolepis (Plantae)
Hymenolepis, rod grmova iz porodice glavočika endemičan za Južnu Afriku,
Rod je 2007. svrstan u podtribus Athanasiinae, a najbliži je rodu Athanasia L.

## Vrste
1. Hymenolepis calva Magoswana & Magee
2. Hymenolepis crithmifolia (L.) Greuter, M.V.Agab. & Wagenitz
3. Hymenolepis cynopus K.Bremer & Källersjö
4. Hymenolepis dentata (DC.) Källersjö
5. Hymenolepis glabra Magoswana & Magee
6. Hymenolepis gnidioides (S.Moore) Källersjö
7. Hymenolepis incisa DC.
8. Hymenolepis indivisa (Harv.) Källersjö
9. Hymenolepis speciosa (Hutch.) Källersjö